# Spiesen
Spiesen ist einer von zwei Ortsteilen der Gemeinde Spiesen-Elversberg im Landkreis Neunkirchen des Saarlandes. Der Ortsteil hatte 2010 6361 Einwohner.

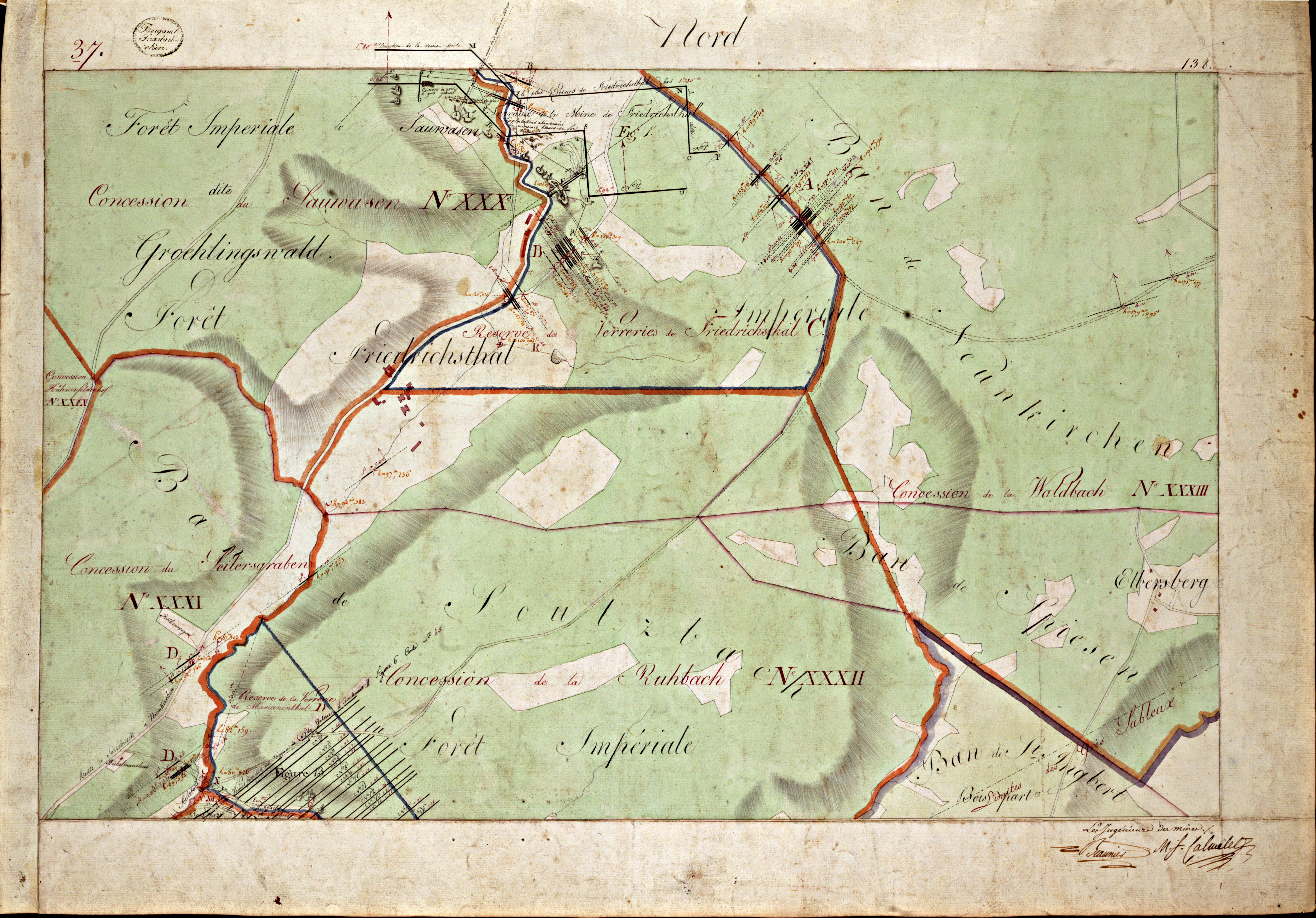
Spiesen 1810 (rechter Bildrand)

Der Ort wurde  1. Januar 1974 Teil der heutigen Gemeinde, als diese im Rahmen der Gebiets- und Verwaltungsreform aus den bis dahin selbständigen Gemeinden Spiesen und Elversberg gebildet wurde. Der Ort liegt rund 16 km nordöstlich von Saarbrücken.